# Ignacy Obniski
Ignacy Obniski (Obniński) – podporucznik Korpusu Artylerii Litewskiej, uczestnik wojny polsko-rosyjskiej 1792, odznaczony Krzyżem Kawalerskim Orderu Virtuti Militari.